# 斑鰭長鰭鱈
斑鰭長鰭鱈，為輻鰭魚綱鱈形目褐鱈科的其中一種，分布於西北大西洋加拿大至美國佛羅里達海域，為亞熱帶海水魚，深度0-494公尺，體長可達41公分，棲息在底層水域，以甲殼類、烏賊及魚類為食，生活習性不明。

## 扩展阅读
- 维基共享资源上的相關多媒體資源：斑鰭長鰭鱈